# Frederick Treves

Frederick Treves

Sir Frederick Treves (* 15. Februar 1853 in Dorchester; † 7. Dezember 1923 in Lausanne, Schweiz) war ein britischer Chirurg.
Besonders bekannt ist er durch die Studien mit dem sogenannten „Elefantenmenschen“ Joseph Merrick, für dessen Gleichberechtigung er sich einsetzte. Er wurde am 4. Mai 1901 von Edward VII. zum Knight Grand Cross des Royal Victorian Order geschlagen. 

## Sonstiges
Im Film Der Elefantenmensch wird Frederick Treves von Anthony Hopkins dargestellt.
In der Serie Ripper Street ist Frederick Treves ein Nebencharakter, der in ein paar Folgen auftritt.

## Schriften (Auswahl)
Aufsätze
- A case of haemophilia. Pedigree through five generations. In: The Lancet, 1886, 2: 533–534, ISSN 0023-7507

Bücher
- Scrofula and Glandular Disease. London, 1882.
- Surgical Applied Anatomy. London, 1883, 7. Auflage 1918.
- Intestinal Obstructions. Cassell & Co, London 1884.
- A Manual of Surgery. 3 Bände, London 1886.
- zusammen mit Hugo Lang: A German-English Dictionary of Medical Terms. London 1890.
- A Manual of Operative Surgery. 2 Bände, London 1891.
- Highways and Byways in Dorset. 1906.
- The Student’s Handbook of Surgical Operations. London, 1892, 5. Auflage 1930.
- The Elephant Man, and Other Reminiscences. London, 1923.